# 莫妮卡·巴巴羅
莫妮卡·巴巴羅（英語：Monica Barbaro，1990年6月17日—）是一位美國女演员。出名作品包含扮演《真實之虛》第二季中的雅兒、《戇直警察》的柯拉·巴斯克斯和《捍衛戰士：獨行俠》中的娜塔莎·「鳳凰」·特雷斯上尉。

## 早年生涯
莫妮卡·巴巴羅1990年6月17日出生於加利福尼亚州舊金山，在米爾谷長大，2007年畢業於塔馬爾佩斯高中。  她的父母是墨、德、尼加拉瓜、英國血统的海蒂·瓦格纳和義大利血統的尼古拉斯·巴巴羅。他們在莫妮卡小時離婚。
莫妮卡在很小的时候就開始舞蹈並持續學習芭蕾舞，在紐約大學帝勢藝術學院完成舞蹈學位，同時選修演藝。最後她决定選擇演藝而放棄舞蹈。  畢業後，她搬回了加州，並在貝弗利山莊劇場學院繼續學習演藝。
她首部被關注的作品為《這不是釘子的問題》。 

## 演藝生涯
莫妮卡的第一部為主角的作品是Lifetime出品的電視劇《真實之虛》的第二季中扮演雅兒。在《真實之虛》表現亮眼後，莫妮卡加入了NBC出品，迪克·沃爾製作的法律劇芝加哥系列。在《芝加哥正義》與《芝加哥正義》中，她飾演一位受過良好教育、聰明伶俐、口齒伶俐、機智敏銳的州助理檢察官安娜·瓦爾迪茲（Anna Valdez）。2018年，與喬許·葛洛班（Josh Groban）和托尼·丹扎Tony Danza共同演出的警察程序中飾演兇殺案偵探柯拉·巴斯克斯（Cora Vasquez）。在2018年至2019年期间在ABC情景喜剧《離婚再一起》中扮演馬丁的新女友麗莎。

## 作品列表

### 電影
| 年分 | 標題               | 角色                   | 備註 |
| ---- | ------------------ | ---------------------- | ---- |
| 2013 | Bullish            | 艾娃                   |      |
| 2021 | 大教堂             | 莉迪亞·達姆羅施        |      |
| 2022 | 捍衛戰士：獨行俠   | 娜塔莎·「鳳凰」·特雷斯 |      |
| 2022 | I'm Charlie Walker | 佩姬                   |      |
| 2023 | 午夜               | 蘇菲·懷爾德            |      |
| 2024 | 巴布狄倫：搖滾詩人 | 琼·贝兹                |      |

### 電視
| 年分      | 标题                       | 角色                      | 備註                     |
| --------- | -------------------------- | ------------------------- | ------------------------ |
| 2015      | 記憶編織者                 | 布倫達·“賓利”·米勒        | 第一季第七集             |
| 2016      | 檀島警騎2.0                | 艾拉·科哈                 |                          |
| 2016      | 庫珀·巴雷特的生存指南      | 魅力女孩                  |                          |
| 2016      | 真實之虛                   | 雅兒                      | 主要角色（第二季）；10集 |
| 2016      | 熱點推手                   | 克蘿伊·愛德華茲           |                          |
| 2016–2017 | 芝加哥警署                 | 州助理檢察官安娜·瓦爾迪茲 |                          |
| 2017      | 芝加哥正義                 | 州助理檢察官安娜·瓦爾迪茲 | 主要角色                 |
| 2017      | 致命武器                   | 諾拉·庫珀                 |                          |
| 2018      | 戇直警察                   | 柯拉·巴斯克斯             | 主要角色                 |
| 2018–2019 | 離婚再一起                 | 麗莎·艾波                 | 常駐角色                 |
| 2019      | 武法女神探                 | 麗茲·梅萊羅               | 主要角色                 |
| 2023      | FUBAR                      | 艾瑪                      |                          |
| 待定      | 活屍大軍：拉斯維加斯的陷落 | 梅根                      | 配音                     |

### 電玩遊戲
| 年分 | 標題     | 配音角色 | 備註 |
| ---- | -------- | -------- | ---- |
| 2022 | 魔咒之地 | 奧登     |      |

## 外部連結
- 莫妮卡·巴巴羅在互联网电影资料库（IMDb）上的資料（英文）
- YouTube上的It's Not About the Nail